# Gordon Murray T.50
El Gordon Murray Automotive T.50 o GMA T.50 es un automóvil superdeportivo producido por el fabricante inglés Gordon Murray Automotive. Ha sido diseñado por Gordon Murray e inspirado en el McLaren F1.
Sus principales competidores son el Aston Martin Valkyrie y el Mercedes-AMG One.

## Aerodinámica

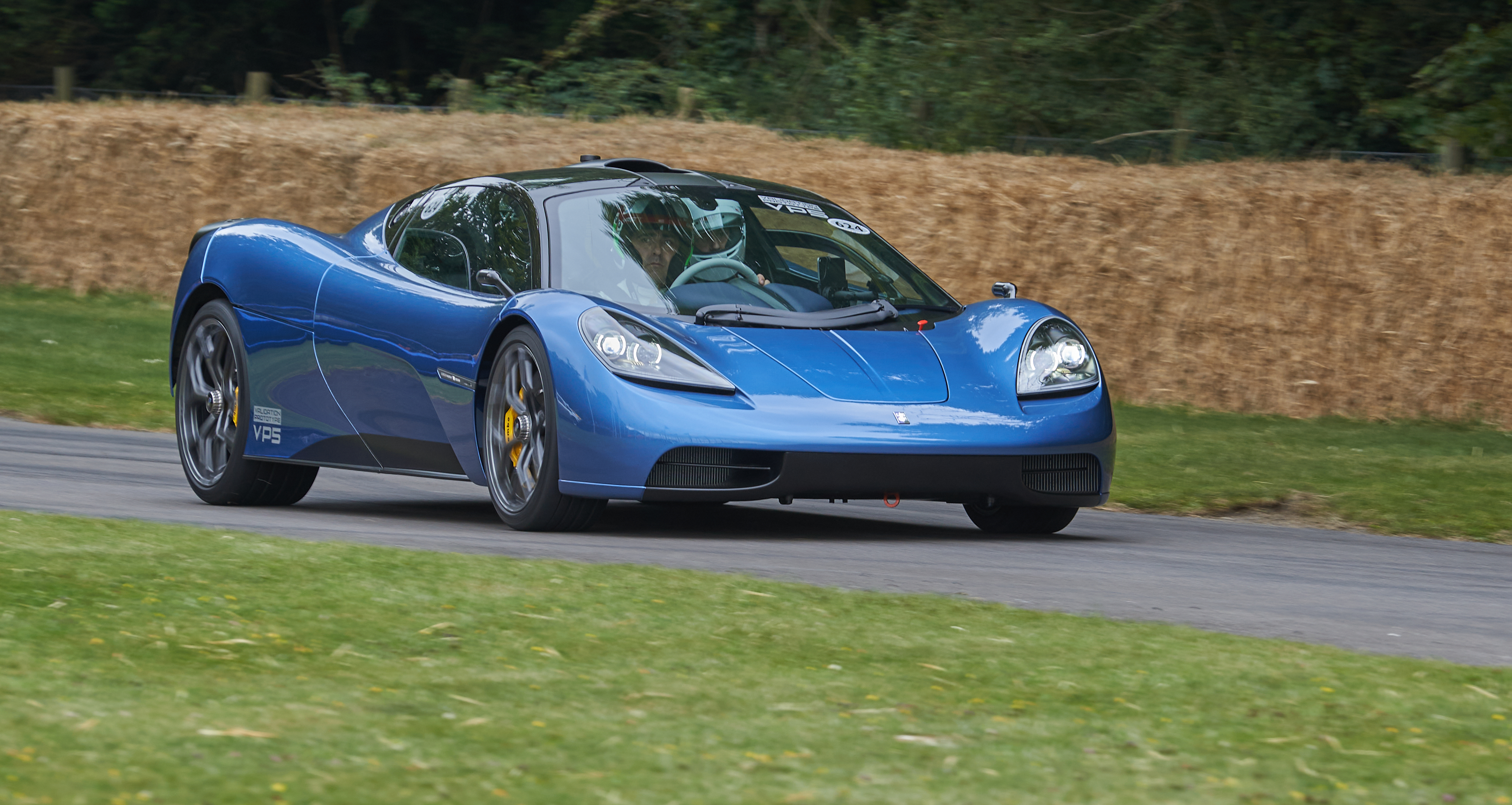
En el Festival de la Velocidad del circuito de Goodwood de 2022

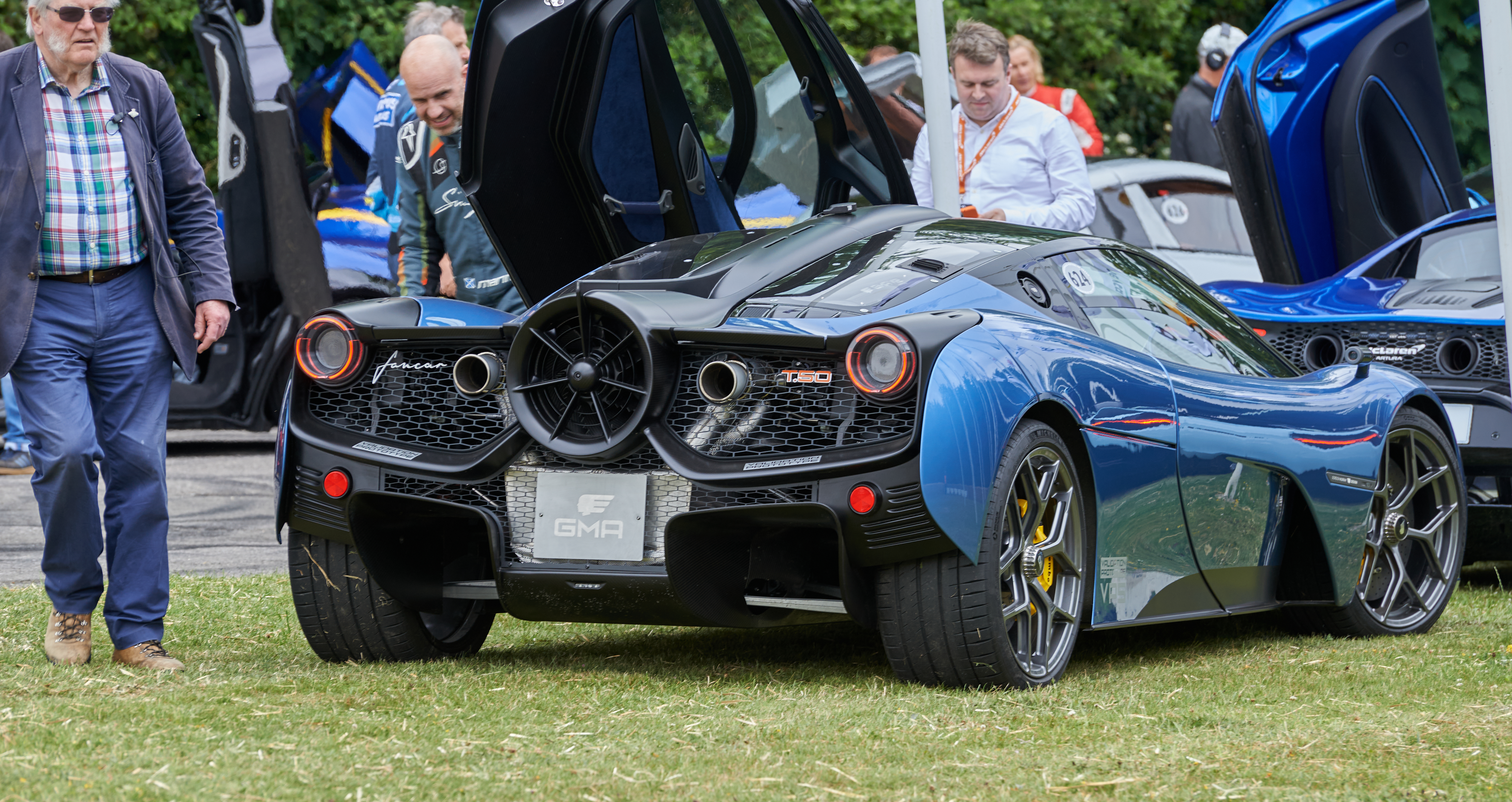
Vista lateral-trasera

Una característica distintiva es el ventilador aerodinámico de 40 cm (15,7 pulgadas) y 8,5 kW (11,6 CV) integrado en la parte trasera del auto, impulsado por un motor eléctrico de 48 voltios. Inspirado en el coche de Fórmula 1 Brabham BT46B, está diseñado específicamente para mejorar significativamente el efecto suelo del T.50.
Como utiliza difusores traseros con ángulos muy agresivos y pronunciados, esto a su vez crea una gran turbulencia o aire semi-parado que pasa sobre el difusor cuando el coche tiene el ventilador inactivo. Al utilizar el ventilador aerodinámico integrado, puede aspirar el aire debajo del auto en un ángulo de 90° y proporcionar un aumento significativo en la carga aerodinámica general, ya que proporciona un flujo laminar de aire que pasa sobre el difusor trasero, creando así un mayor nivel de succión junto con el efecto Venturi creado debajo del auto y por delante de los empinados difusores traseros. Esto permite le controlar la capa límite y los vórtices turbulentos debajo del auto, mejorando significativamente la carga aerodinámica. Como resultado de su diseño aerodinámico asistido por ventilador, la necesidad de cualquier paquete aerodinámico en la parte delantera o trasera, como un divisor, un ala o un diseño aerodinámico agresivo, se considera ineficaz para proporcionar mayor carga aerodinámica. Por lo tanto, se consideran insignificantes, lo que permite una forma libre y un diseño exterior fluido. Sin embargo, utiliza spoilers aerodinámicos activos que funcionan junto con el ventilador aerodinámico. La funcionalidad activa de aerodinámica y ventilador del auto depende del modo seleccionado por el piloto, que se proporciona en seis ajustes preestablecidos disponibles en la cabina del auto. El diseño aerodinámico asistido por ventilador permite un aumento del 30% en la carga aerodinámica cuando se selecciona el modo "alta carga aerodinámica", canalizando el aire a través de conductos aerodinámicos perpendiculares al flujo de aire debajo del auto, proporcionando un efecto suelo de alta succión. Al frenar, proporciona un 100% de carga aerodinámica adicional al extender los spoilers activos a un ángulo de ataque de 45° y utilizar conductos difusores. También puede lograr reducciones en la resistencia al seleccionar los modos especializados preestablecidos de los modos streamline y Vmax, lo que permite una reducción del 12.5% en la resistencia general.

## Comparaciones con el McLaren F1
El coche se ha destacado por sus numerosas similitudes con el McLaren F1, producido entre 1992 y 1998, que Gordon Murray conceptualizó y codiseñó. Gordon Murray Automotive ha descrito al T.50 como el "sucesor espiritual del McLaren F1 ideado por Murray". El T.50 comparte características familiares con el F1: una posición de manejo central con dos asientos de pasajeros flanqueando al piloto, una transmisión manual de seis velocidades con patrón en "H", tren motriz V12, pequeñas ventanillas que se abren en las ventanillas laterales fijas y puertas tipo ala diédrica, así como aerodinámica de efecto suelo asistida por ventilador.
También aborda muchas de las deficiencias de diseño e ingeniería del superdeportivo de los años 90, muchas de las cuales son el resultado de prácticas de diseño de la época y limitaciones de tiempo y presupuesto impuestas por McLaren Automotive.

"La columna vertebral es 50 mm (2 pulgadas) demasiado ancha, los faros son como luciérnagas en un frasco, el aire acondicionado no tenía remedio, los frenos chirrían, el embrague necesita ajustarse cada 5000 millas (8047 km), la bolsa del tanque de combustible se reemplaza cada cinco años, cargar equipaje en las taquillas fue un fastidio. Todo esto se me quedó grabado en la cabeza…"
Según lo registrado por Murray.

## Producción
GMA planeaba construir 100 unidades para clientes en su planta de producción de Surrey. Cada auto costó 2 360 000 £ antes de impuestos locales y las 100 unidades con especificaciones de carretera planificadas se vendieron dentro de las 48 horas posteriores a su estreno mundial. A partir de agosto de 2020 habría 13 prototipos para aprobar las regulaciones de choque, durabilidad y emisiones.

## Prestaciones
Está equipado con un nuevo V12 naturalmente aspirado de 3994 cm³ (4 L; 243,7 plg³), desarrollado por Cosworth. Alcanza un peso en seco de 997 kg (2198 libras), lo que lo hace más liviano que la gran mayoría de vehículos de su clase, ya que el chasis pesa 30 kg (66 libras) menos que el McLaren F1. Como resultado, presenta una relación potencia a peso de las más altas de su clase con 672 CV por tonelada.
En cuanto a la aceleración de 0 a 60 mph (0 a 97 km/h), el propio fabricante no lo sabe debido a que todavía no se ha medido y, además, porque no están interesados. Lo que sí saben es que su velocidad máxima es de 226 mph (364 km/h), pero solamente porque han tenido que hacerlo para la calibración del sistema de control de estabilidad.
| Materiales del motor                | Bloque y cabezas de aleaciones de aluminio                                                                       |
| Peso del motor                      | 178 kg (392 libras)                                                                                              |
| Distribución                        | DOHC 4 válvulas x cilindro con eje inclinado, accionadas por cadena de transmisión y VVT en la admisión y escape |
| Diámetro x carrera                  | 81,5 x 63,8 mm (3,21 x 2,51 pulgadas)                                                                            |
| Relación de compresión              | 14:1 |
| Potencia máxima                     | 670 CV (661 HP; 493 kW) @ 11,000 rpm                                                                             |
| Par máximo                          | 467 N·m (344 lb·pie) @ 8,000 rpm                                                                                 |
| Línea roja                          | 12,100 rpm |
| Potencia específica                 | 167,8 CV/litro                                                                                                   |
| Sistema de lubricación              | Cárter seco |
| Capacidad del tanque de combustible | 80 litros (21,1 galAm)                                                                                           |
| Diferencial                         | Deslizamiento limitado tipo Salisbury                                                                            |
| Embrague                            | Platos triples de carbono, silicón y titanio de 184 mm (7,2 pulgadas) de diámetro                                |
| Peso de la transmisión              | 82 kg (181 libras)                                                                                               |

| 1.ª     | 2.ª     | 3.ª     | 4.ª     | 5.ª     | 6.ª     | Final   |
| ------- | ------- | ------- | ------- | ------- | ------- | ------- |
| 2.833:1 | 2.095:1 | 1.577:1 | 1.226:1 | 0.971:1 | 0.744:1 | 3.176:1 |

## Variantes
Habría 25 unidades de la variante de carreras, denominadas Gordon Murray Automotive T.50S Niki Lauda, cada una con un precio de 3 100 000 £ antes de impuestos. Se ha reducido su peso en 134 kg (295 libras), dando al coche un peso total de 852 kg (1878 libras). Las adiciones incluyen un ala delta de 1784 mm (70,2 pulgadas) de ancho en la parte trasera, un perfil aerodinámico debajo de la carrocería, un nuevo splitter (divisor) delantero y difusores ajustables que le dan al auto 1500 kg (3307 libras) de carga aerodinámica. La potencia se ha aumentado a más de 700 CV (690 HP; 515 kW). Además, se añade una aleta aerodinámica que se extiende desde el techo hasta la parte trasera del coche y los conductos difusores de los bajos se abren por completo con el ventilador funcionando permanentemente a 7,000 rpm.